# Maria Amalia di Sassonia
Maria Amalia di Sassonia (Dresda, 24 novembre 1724 – Madrid, 27 settembre 1760) appartenente alla casata di Wettin, fu, in quanto moglie di Carlo III di Spagna, prima regina consorte del regno di Napoli e Sicilia dal 1738 fino al 1759, e poi in seguito come regina consorte del regno di Spagna dal 1759 fino alla sua morte avvenuta nel 1760.
Tra i suoi discendenti vi sono Juan Carlos I di Spagna, l'arciduca Otto d'Austria, Leopoldo II del Belgio e Alberto I del Belgio (attraverso la loro madre Luisa d'Orléans), Enrico d'Orléans insieme con Giovanni Cristoforo Bonaparte e i due pretendenti al trono del regno delle Due Sicilie, il principe Carlo, duca di Castro e l'infante Pietro, duca di Calabria.

## Biografia

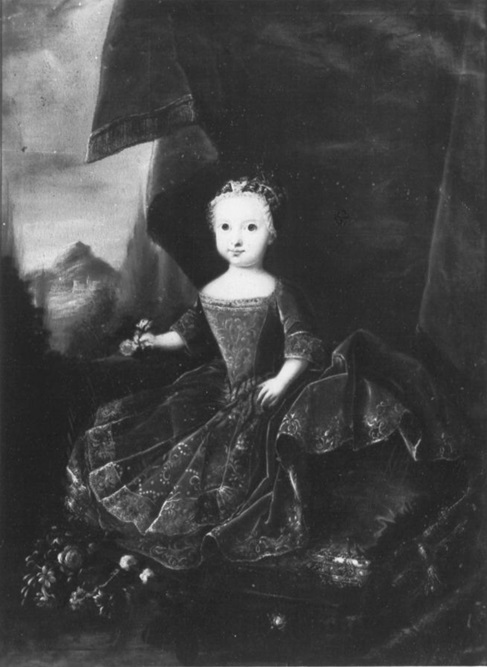
Maria Amalia di Sassonia da bambina

Maria Amalia nacque nel palazzo dello Zwinger a Dresda, figlia di Augusto III di Polonia, elettore di Sassonia, e di sua moglie, Maria Giuseppa d'Austria, figlia dell'imperatore Giuseppe I. Sua madre era cugina di primo grado dell'imperatrice Maria Teresa. Fra i suoi fratelli e sorelle vi furono Federico Cristiano, Elettore di Sassonia, Maria Anna Sofia di Sassonia, moglie di suo cugino Massimiliano III di Baviera e Maria Giuseppina di Sassonia, che fu madre di Luigi XVI. La sorella minore, la principessa Maria Cunegonda, fu considerata come possibile moglie del futuro Philippe Égalité. Crebbe alla corte di Dresda e studiò francese, danza e pittura. Era anche una musicista affermata e cantava e suonava il pianoforte fin dalla tenera età.

## Matrimonio

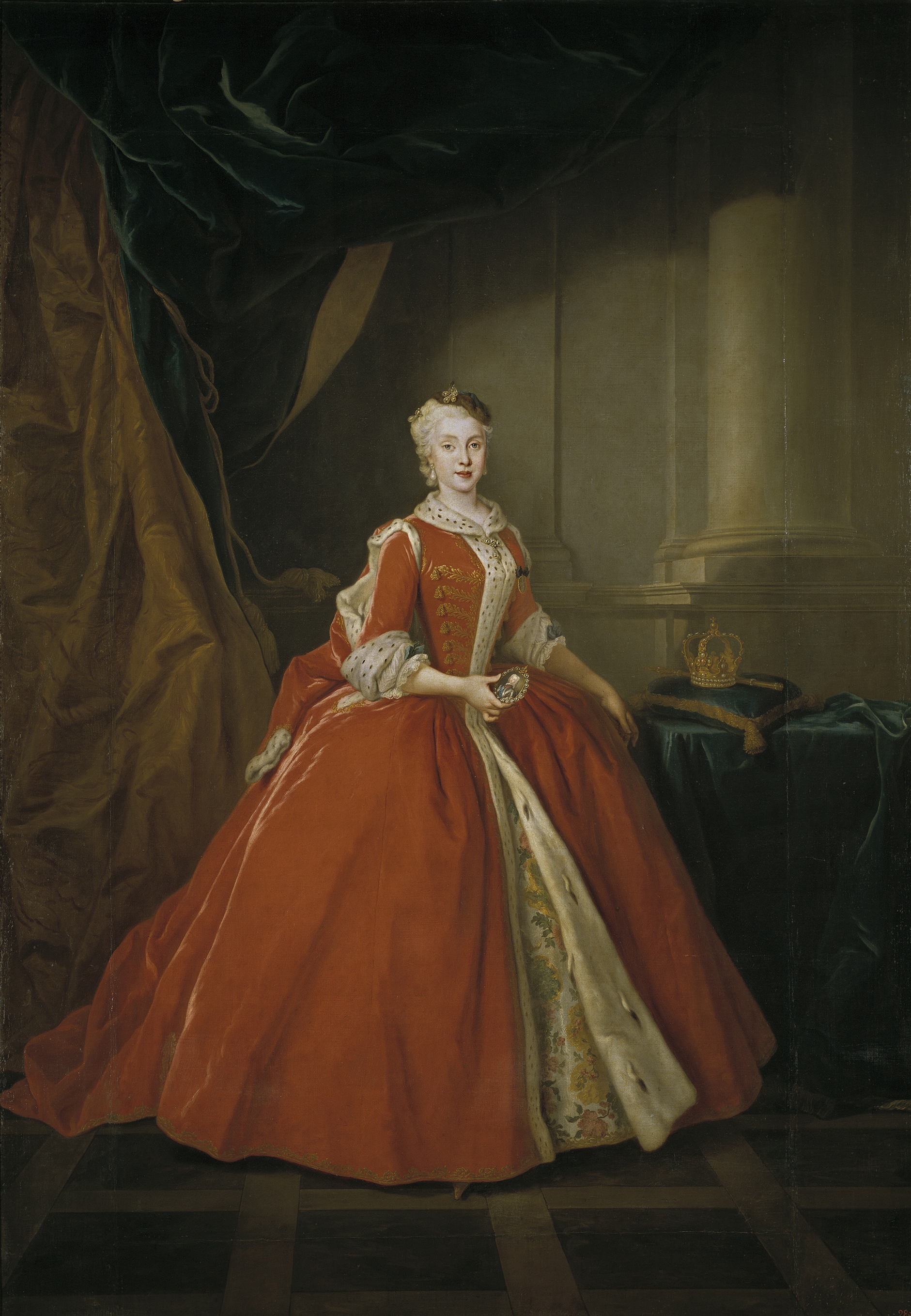
Maria Amalia di Sassonia in un ritratto del 1738, Museo del Prado, Madrid

### Regina di Napoli e di Sicilia
Nel 1738 Maria Amalia si fidanzò con Carlo di Borbone, re di Napoli e Sicilia, il futuro Carlo III di Spagna. Il matrimonio fu organizzato dalla sua futura suocera Elisabetta Farnese, dopo che Elisabetta non era riuscita a organizzare un matrimonio tra Carlo e l'arciduchessa Maria Anna d'Austria e si rifiutò di accettare di sposarlo con Luisa Elisabetta di Francia. Gli impenetrabili negoziati segreti ebbero luogo in precedenza a Vienna, dove l'imperatrice vedova Guglielmina Amalia, nonna di Maria Amalia, ebbe un ruolo importante nei negoziati. L'ambasciatore spagnolo a Vienna, il conte Fuenclara, agì per conto delle corti di Madrid e Napoli, mentre il banchiere italiano Giovanni Battista Bolza rappresentava gli interessi della corte di Dresda. Nel dicembre 1737 fu fatta una dispensa papale e il matrimonio venne annunciato all'inizio del 1738. L'8 maggio 1738 Maria Amalia tenne una cerimonia per procura a Dresda con suo fratello, Federico Cristiano di Sassonia, in rappresentanza di Carlo. Poiché questo matrimonio era visto con favore dal papato, placò i dissapori diplomatici tra Carlo e lo Stato pontificio.
Il 4 luglio 1738 Maria Amalia arrivò a Napoli. I due coniugi si incontrarono per la prima volta il 19 giugno 1738 a Portella, paese di frontiera del regno nei pressi di Fondi. A corte i festeggiamenti durarono fino al 3 luglio quando Carlo creò l'Ordine Reale di San Gennaro, il più prestigioso ordine cavalleresco del regno. In seguito fece creare in Spagna l'Ordine di Carlo III il 19 settembre 1771.
Maria Amalia e Carlo III di Spagna ebbero ben 13 figli, molti dei quali morti in tenera età:
- Maria Isabella Antonia (1740-1742), morta a 2 anni;
- Maria Josefa Antoinette (1742);
- Maria Isabella Anna (1743-1749), morta a  6 anni;
- Maria Josefa Carmela (1744-1801);
- Maria Ludovica (1745-1792). Sposò Leopoldo II d'Asburgo-Lorena;
- Filippo (1747-1777), duca di Calabria, escluso dalla successione al trono per problemi mentali;
- Carlo IV (1748-1819), re di Spagna, continuatore del ramo spagnolo dei Borbone;
- Maria Teresa (1749- 1750), morta a l'eta di 1 anno;
- Ferdinando I delle Due Sicilie (1751-1825), (Ferdinando III di Sicilia e Ferdinando IV di Napoli), capostipite del ramo siciliano dei Borbone;
- Gabriele (1752-1788). Sposò l'infanta di Portogallo Maria Anna Vittoria di Braganza (figlia di Maria I del Portogallo);
- Maria Anna (1754-1755), morta a l'eta di 1 anno;
- Antonio Pasquale (1755-1817). Sposò sua nipote Maria Amalia, figlia di suo fratello Carlo IV;
- Francesco Saverio (1757-1771). Morì all'età di 14 anni di vaiolo.

Nonostante fosse un matrimonio combinato, la coppia divenne molto unita: è stato notato e riferito alla suocera in Spagna, che Carlo sembrava felice e contento quando la incontrò per la prima volta. Maria Amalia era descritta come una bella e abile cavallerizza, e accompagnava Carlo nelle sue cacce. Come regina, esercitò una grande influenza sulla politica nonostante le sue frequenti malattie e partecipò attivamente agli affari di stato. Ha posto fine alla carriera di diversi politici che non le piacevano. Maria Amalia non ebbe bisogno di tenere segreta la sua influenza: dopo la nascita del suo primo figlio nel 1747, le fu assegnato un seggio nel consiglio di stato. Operò contro l'influenza spagnola su Napoli e nel 1742 convinse Carlo, contro la volontà della Spagna, a dichiarare Napoli neutrale durante la guerra di successione austriaca, durante la quale la Gran Bretagna minacciò di bombardare Napoli. Nel 1744, tuttavia, fu costretta ad accettare di dichiarare guerra. Ha poi favorito la Gran Bretagna prima di Francia e Austria. Di Maria Amalia si parlava per via delle sue predilette, che avrebbero influito sulla sua politica quando era molto malata, come la principessa Anna Francesca Pinelli e la duchessa Zenobia Revertera. Nel 1754 sostenne la carriera di Bernardo Tanucci come ministro degli Esteri.
Maria Amalia era molto colta e svolse un ruolo importante nella costruzione della Reggia di Caserta, per la quale vide il marito porre la prima pietra per il suo 36º compleanno, il 20 gennaio 1752 in mezzo a tanti festeggiamenti. Tuttavia, lasciarono Napoli prima del suo completamento a causa del suo peggioramento di salute, quindi non hanno mai vissuto nel palazzo. Fu anche influente nella costruzione del Reggia di Portici, del Teatro di San Carlo - costruito in soli 270 giorni - della Reggia di Capodimonte. I suoi appartamenti a Portici ospitavano le famose porcellane della Manifattura di Porcellane di Capodimonte, introdotte da lei nel 1743. Era anche una forte consumatrice di tabacco. Maria Amalia fu anche mecenate del compositore Gian Francesco Fortunati, uno dei favoriti alla corte napoletana. È stata criticata per essere troppo religiosa rispetto a ciò che era appropriato da qualcuno che non apparteneva a un ordine monastico cattolico.
Come regina consorte delle Due Sicilie, fu anche protettrice della Real Arciconfraternita e Monte di San Giuseppe dell'Opera di Vestire i Nudi.

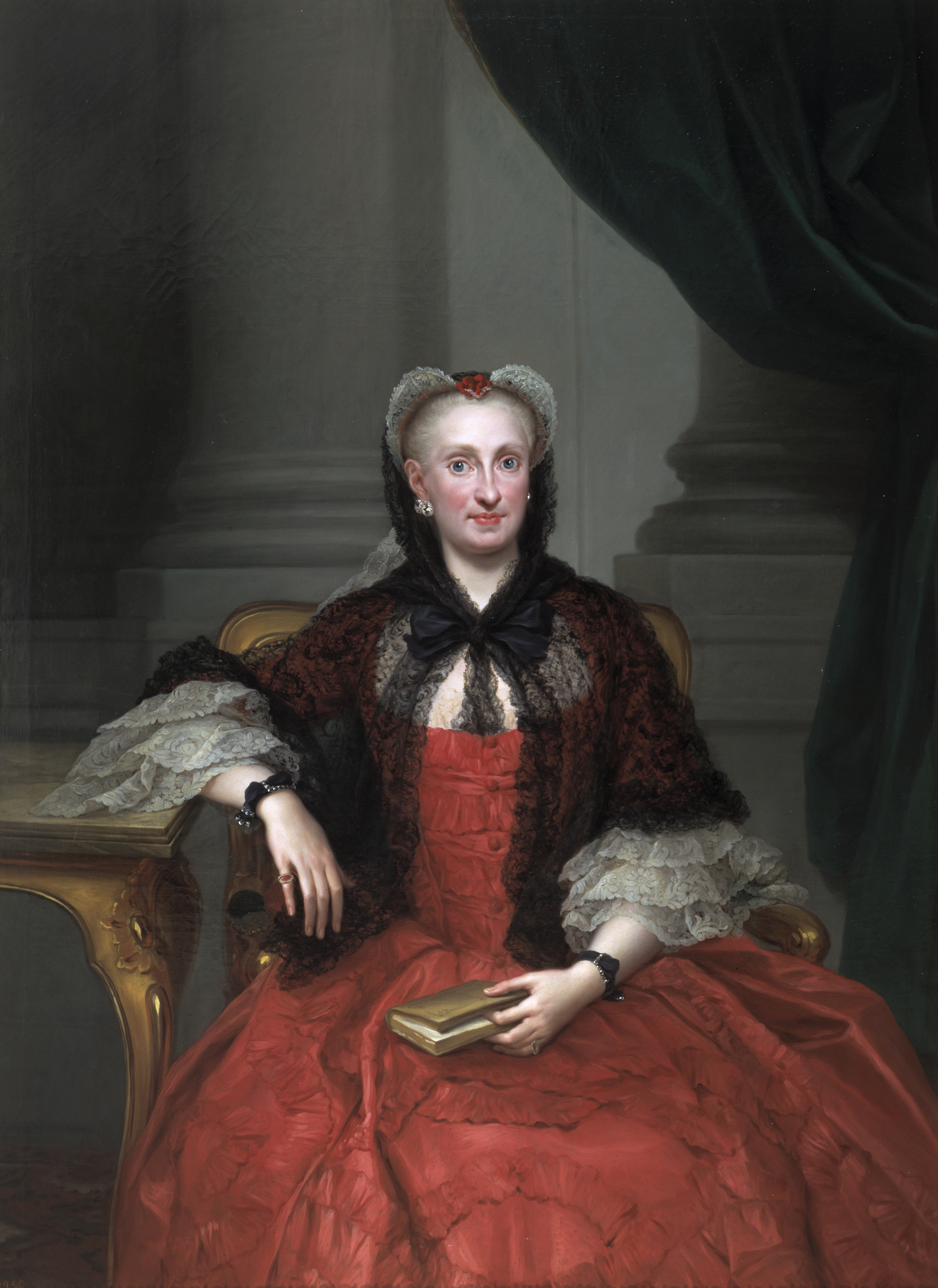
La regina Maria Amalia di Spagna in un ritratto di Anton Raphael Mengs, 1761 ca., Museo del Prado, Madrid

### Regina di Spagna
Alla fine del 1758, il fratellastro di Carlo, Ferdinando, mostrava gli stessi sintomi di depressione di cui soffriva il padre. Ferdinando perse la sua devota moglie, l'Infanta Barbara del Portogallo nell'agosto del 1758 e cadde in un profondo lutto per lei. Nominò Carlo suo erede il 10 dicembre 1758 prima di lasciare Madrid per soggiornare a Villaviciosa de Odón dove morì il 10 agosto 1759.
Nello stesso anno Carlo e Maria Amalia lasciarono Napoli per Madrid, lasciando a Caserta due dei loro figli. Il suo terzo figlio sopravvissuto divenne Ferdinando I delle Due Sicilie, mentre suo fratello maggiore Carlo fu portato in Spagna per ereditare la corona spagnola; il loro fratello maggiore, Infante Filippo, duca di Calabria era mentalmente disabile e fu quindi escluso dalla linea di successione a qualsiasi trono; morì serenamente e dimenticato a Portici dove era nato nel 1747. Carlo abdicò il 6 ottobre 1759, decretando la definitiva separazione tra la corona spagnola e quella napoletana. Carlo e Maria Amalia arrivarono a Barcellona il 7 ottobre 1759.
Maria Amalia, ancora una volta, fece molto per migliorare le residenze reali. Lei, insieme a suo marito, contribuì alla fondazione della produzione di porcellane di lusso con il nome Real Fábrica del Buen Retiro. Maria Amalia considerava la Spagna mal gestita e sottosviluppata, e incolpò in parte sua suocera, la regina vedova Elisabetta Farnese, che fu così costretta a lasciare la corte spagnola. Non le piaceva la Spagna, e si lamentava del cibo, della lingua, che si rifiutava di imparare, del clima, considerava i cortigiani passivi e ignoranti. Descrisse la corte spagnola come depressa e isterica. Progettò grandi riforme al sistema spagnolo, ma non ebbe il tempo di portarle a termine.

## Morte

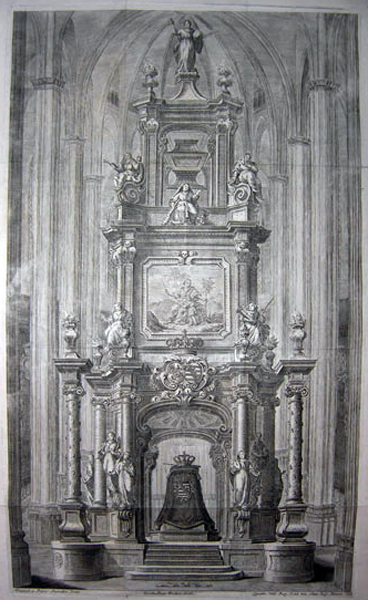
Il catafalco della regina Maria Amalia in una stampa del 1761

Nel settembre del 1760, un anno dopo il suo arrivo a Madrid, Maria Amalia morì di tubercolosi nel palazzo del Buen Retiro al di fuori della capitale. Fu sepolta nella Cripta Reale del Monastero dell'Escorial, dove il marito fu tumulato nel 1788.
Nel 1761 Carlo commissionò a Giovanni Battista Tiepolo gli affreschi per il Palazzo Reale di Madrid. Nell'anticamera della regina, Tiepolo ed i suoi assistenti dipinsero l'Apoteosi della monarchia spagnola. Gli affreschi furono dipinti tra il 1762 ed il 1766. La regina Maria Amalia appare circondata da alcune delle divinità della mitologia greca, tra cui Apollo.
Il principe Ferdinando, a soli otto anni, divenne re con i nomi di Ferdinando IV di Napoli e Ferdinando III di Sicilia. Al fine di consolidare l'alleanza con l'Austria, fu destinato a sposare una arciduchessa asburgica. Carlo affidò la cura e gli studi di suo figlio ad un consiglio di reggenza composto da otto membri. Questo consiglio avrebbe governato il Paese fino a quando il giovane re avrebbe compiuto i 16 anni. L'arciduchessa prescelta fu Maria Carolina d'Austria. I due sarebbero poi diventati genitori di 18 figli.

## Ascendenza
|                                              |                      |                                           | Genitori                                |  |  | Nonni |  |  | Bisnonni                         |  |  | Trisnonni                       |  |
|                                              |                      |                                           |                                         |  |  |       |  |  | Giovanni Giorgio III di Sassonia |  |  | Giovanni Giorgio II di Sassonia |  |
|                                              |                      |                                           |                                         |  |  |       |  |  | Giovanni Giorgio III di Sassonia |  |  | Giovanni Giorgio II di Sassonia |  |
|                                              |                      | Maddalena Sibilla di Brandeburgo-Bayreuth |                                         |  |  |       |  |  | Giovanni Giorgio III di Sassonia |  |  |                                 |  |
| Augusto II di Polonia                        |                      |                                           |                                         |  |  |       |  |  | Giovanni Giorgio III di Sassonia |  |  |                                 |  |
|                                              |                      | Anna Sofia di Danimarca                   | Federico III di Danimarca               |  |  |       |  |  |                                  |  |  |                                 |  |
|                                              |                      | Anna Sofia di Danimarca                   | Federico III di Danimarca               |  |  |       |  |  |                                  |  |  |                                 |  |
|                                              |                      | Anna Sofia di Danimarca                   | Sofia Amelia di Brunswick e Lüneburg    |  |  |       |  |  |                                  |  |  |                                 |  |
| Augusto III di Polonia                       |                      | Anna Sofia di Danimarca                   |                                         |  |  |       |  |  |                                  |  |  |                                 |  |
|                                              |                      | Cristiano Ernesto di Brandeburgo-Bayreuth | Ermanno Augusto di Brandeburgo-Bayreuth |  |  |       |  |  |                                  |  |  |                                 |  |
|                                              |                      | Cristiano Ernesto di Brandeburgo-Bayreuth | Ermanno Augusto di Brandeburgo-Bayreuth |  |  |       |  |  |                                  |  |  |                                 |  |
|                                              |                      | Cristiano Ernesto di Brandeburgo-Bayreuth | Sofia di Brandeburgo-Ansbach            |  |  |       |  |  |                                  |  |  |                                 |  |
| Cristiana Eberardina di Brandeburgo-Bayreuth |                      | Cristiano Ernesto di Brandeburgo-Bayreuth |                                         |  |  |       |  |  |                                  |  |  |                                 |  |
|                                              |                      | Sofia Luisa di Württemberg                | Eberardo III di Württemberg             |  |  |       |  |  |                                  |  |  |                                 |  |
|                                              |                      | Sofia Luisa di Württemberg                | Eberardo III di Württemberg             |  |  |       |  |  |                                  |  |  |                                 |  |
|                                              |                      | Sofia Luisa di Württemberg                | Anna Caterina Dorotea di Salm-Kyrburg   |  |  |       |  |  |                                  |  |  |                                 |  |
| Maria Amalia di Sassonia                     |                      | Sofia Luisa di Württemberg                |                                         |  |  |       |  |  |                                  |  |  |                                 |  |
|                                              | Leopoldo I d'Asburgo | Ferdinando III d'Asburgo                  |                                         |  |  |       |  |  |                                  |  |  |                                 |  |
|                                              | Leopoldo I d'Asburgo | Ferdinando III d'Asburgo                  |                                         |  |  |       |  |  |                                  |  |  |                                 |  |
|                                              | Leopoldo I d'Asburgo | Maria Anna di Spagna                      |                                         |  |  |       |  |  |                                  |  |  |                                 |  |
| Giuseppe I d'Asburgo                         | Leopoldo I d'Asburgo |                                           |                                         |  |  |       |  |  |                                  |  |  |                                 |  |
|                                              |                      | Eleonora del Palatinato-Neuburg           | Filippo Guglielmo del Palatinato        |  |  |       |  |  |                                  |  |  |                                 |  |
|                                              |                      | Eleonora del Palatinato-Neuburg           | Filippo Guglielmo del Palatinato        |  |  |       |  |  |                                  |  |  |                                 |  |
|                                              |                      | Eleonora del Palatinato-Neuburg           | Elisabetta Amalia d'Assia-Darmstadt     |  |  |       |  |  |                                  |  |  |                                 |  |
| Maria Giuseppa d'Austria                     |                      | Eleonora del Palatinato-Neuburg           |                                         |  |  |       |  |  |                                  |  |  |                                 |  |
|                                              |                      | Giovanni Federico di Brunswick-Lüneburg   | Giorgio di Brunswick-Lüneburg           |  |  |       |  |  |                                  |  |  |                                 |  |
|                                              |                      | Giovanni Federico di Brunswick-Lüneburg   | Giorgio di Brunswick-Lüneburg           |  |  |       |  |  |                                  |  |  |                                 |  |
|                                              |                      | Giovanni Federico di Brunswick-Lüneburg   | Anna Eleonora di Assia-Darmstadt        |  |  |       |  |  |                                  |  |  |                                 |  |
| Guglielmina Amalia di Brunswick-Lüneburg     |                      | Giovanni Federico di Brunswick-Lüneburg   |                                         |  |  |       |  |  |                                  |  |  |                                 |  |
|                                              |                      | Benedetta Enrichetta del Palatinato       | Edoardo del Palatinato-Simmern          |  |  |       |  |  |                                  |  |  |                                 |  |
|                                              |                      | Benedetta Enrichetta del Palatinato       | Edoardo del Palatinato-Simmern          |  |  |       |  |  |                                  |  |  |                                 |  |
|                                              |                      | Benedetta Enrichetta del Palatinato       | Anna Maria di Gonzaga-Nevers            |  |  |       |  |  |                                  |  |  |                                 |  |
|                                              |                      | Benedetta Enrichetta del Palatinato       |                                         |  |  |       |  |  |                                  |  |  |                                 |  |